# Марія Анна Австрійська (1610—1665)
Марія Анна Австрійська (нім. Maria Anna von Österreich; 13 січня 1610 — 25 вересня 1665) — австрійська ерцгерцогиня з династії Габсбургів, донька імператора Священної Римської імперії Фердинанда II та баварської принцеси Марії Анни, дружина курфюрста Баварії Максиміліана I.

## Біографія

### Ранні роки
Народилась 13 січня 1610 року у Граці. Була п'ятою дитиною та другою донькою в родині герцога Штирії та Каринтії Фердинанда та його дружини Марії Анни Баварської. Мала старших братів Йоганна Карла та Фердинанда. Інші діти померли немовлятами до її народження. Згодом сімейство поповнилося донькою Цецилією Ренатою та сином Леопольдом Вільгельмом. Мешкали у Грацькому замку.

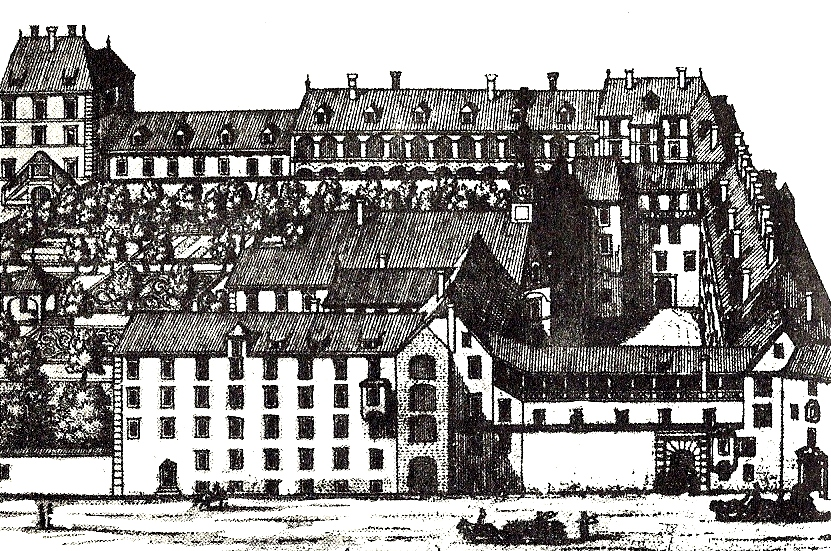
Грацький замок у 1700 році

Шлюб батьків, укладений з політичних мотивів, виявився щасливим в особистому плані. Батька змальовували, як приємну світську людину, щедру та відкриту. Матір у політичні справи не втручалася. Померла у березні 1616 року, коли старшій доньці було 6. Протягом кількох наступних років батько отримав престоли Богемії та Угорщини, зрештою, ставши імператором Священної Римської імперії. У 1622 році він оженився вдруге з італійкою Елеонорою Гонзага, відомою своєю красою, добротою та благочестям.
Марія Анна отримала суворе єзуїтське виховання. Окрім рідної німецької, вільно володіла італійською мовою. Як і батько, пристрасно полюбляла полювання. Вважалася винятковою красунею, наділеною виключними чеснотами, такими як розсудливість, впорядкований спосіб життя та величність.

### Шлюбне життя
У 25 років була видана заміж за свого рідного дядька, курфюрста Баварії Максиміліана I. Нареченому було 62 роки, він овдовів за шість місяців перед цим і потребував спадкоємця для країни. Політичним бонусом для Баварії ставала також можливість продемонструвати свій союз зі Священною Римською імперією проти Франції, яка готувалася до війни. Весілля відбулося 15 липня 1635 у церкві Святого Августина у Відні. Церемонію вінчання провів єписком Оломоуцький Франц Сераф фон Дітріхштайн. Згідно шлюбного контракту, підписаного 17 липня, Марія Анна не відмовлялася, як це зазвичай було у подібних випадках, від своїх прав на спадок Габсбургів. Як посаг, жінка отримала 250 000 флоринів. У разі вдівства її резиденцією мав стати замок Траузніц в Ландсгуті.
Незважаючи на різницю в віці, шлюб виявився щасливим. Максиміліан ставився до дружини з любов'ю та турботою. Вже за кілька місяців Марія Анна завагітніла, і пара здійснила спільне паломництво, аби помолитися за щасливе народження спадкоємця, до Андексу, поруч із яким був розташований бенедиктинський монастир. У жовтні 1636 року курфюрстіна народила первістка. Пологи були настільки важкими, що породілля втратила можливість розмовляти. Її зцілення приписували мощам Святого Франциска з Паоли, тому Максиміліан звів у Нойнбурзі-форм-Вальді, присвячений йому монастир.
Всього у подружжя було двоє дітей. Марія Анна допомагала чоловікові у державних справах і виявляла інтерес до політики баварського електорату; навіть брала участь у засіданнях Ради міністрів. Незважаючи на своє австрійське походження та активне листування з братом-імператором Фердинандом III та іншими родичами, була повністю віддана новій батьківщині. Її характеризували як розумну, обережну, але енергійну, сувору, скромну і підковану в фінансових питаннях жінку, яка до всього цього, могла знаходити спільну мову з високопоставленими вельможами мюнхенського двору.
Після завоювання французами фортеці Філіпсбург у 1644 році Марія Анна закликала свого брата Леопольда Вільгельма від імені свого чоловіка вступити в мирні переговори.
Незадовго до своєї смерті, у 1650 році, Максиміліан I потурбувався аби забезпечити регентство для своєї дружини та написав спеціальні настанови для неї. У вересні 1651 року його не стало. Марія Анна після його смерті мешкала в павільоні удови у південно-західній частині Мюнхенської резиденції.

### Регентство

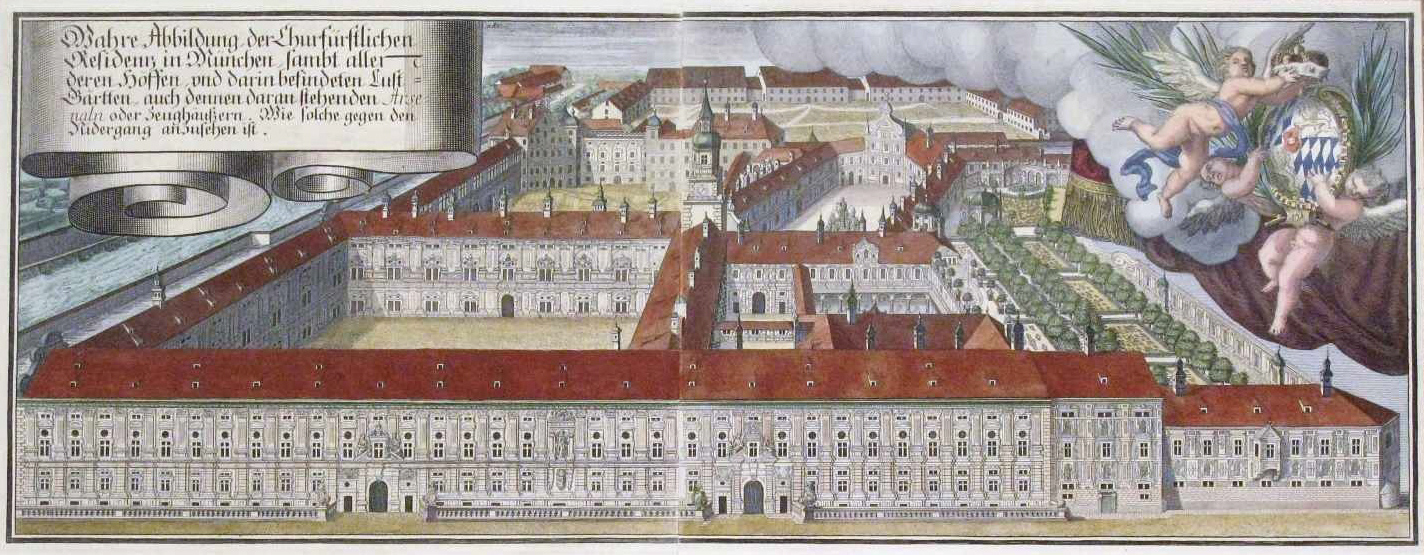
Мюнхенська резиденція

При імператорському та баварському дворах офіційно затвердженим на посаді регента став герцог Альбрехт VI. Проте Марія Анна взяла на себе всю повноту відповідальності за міністерство юстиції та інші адміністративні задачі в країні, що фактично зробило її правителькою Баварії. Після повноліття старшого сина залишилася його близьким радником. У 1664 році закликала його проголосити покровителем Баварії Святого Йосипа. До самої смерті була членом Таємної Ради, хоча й не мала права голоса.
Полюбляла італійську оперу, покровительствувала кільком художникам, у тому числі, Ніколаусу Пруґеру.
Померла 25 вересня 1665 року у Мюнхені, маючи чотирьох онуків. Була похована у крипті місцевої церкви Святого Михайла.

## Родина

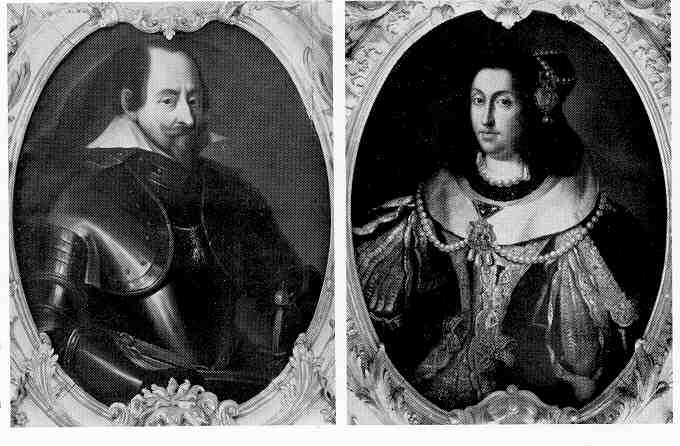
Подвійний портрет Максиміліана та Марії Анни, Мюнхенська резиденція

Чоловік — Максиміліан I, курфюрст Баварський
Діти:
- Фердинанд Марія (1636—1679) — курфюрст Баварії у 1651—1679 роках, був одружений із савойською принцесою Генрієттою Аделаїдою, мав семеро дітей;
- Максиміліан Філіп (1638—1705) — герцог Баварії-Лейхтенбургу у 1650—1705 роках, був одруженим із донькою герцога Буйонського, Морісьєнною де ла Тур д'Овернь, дітей не мав.

## Нагороди
- Золота троянда (нагорода папи римського) (1635).